# 駝背翼喉盤魚
駝背翼喉盤魚（學名：Alabes gibbosa），又稱隆背鰭鱔為輻鰭魚綱䲁形目喉盤魚科的其中一種，分布於東印度洋西澳大利亞海域，棲息深度2至4公尺，本魚體細長如鰻魚，頭小，頭部兩側各有2個眼後孔，體鮮綠色至綠褐色或褐色，身上散佈著細小的深色斑點，眼睛上有一條狹窄的深褐色條紋，鼻子和上唇大多呈褐色，下唇略呈白色，腹鰭退化，體長可達9.1公分，屬底棲性魚類，生活在海草床，生活習性不明。